# Барановичский автоагрегатный завод
ОАО «Барановичский автоагрегатный завод» (бел. ААТ «Баранавіцкі аўтаагрэгатны завод») — одно из старейших машиностроительных предприятий Республики Беларусь — производитель автокомпонентов для грузовой, автобусной, железнодорожной и сельскохозяйственной техники.
Предприятие известно, как поставщик для сборочных конвейеров таких автомобильных гигантов, как МАЗ, МЗКТ, БелАЗ, Белкоммунмаш, Гомсельмаш, ГАЗ, КамАЗ, Урал, ПАЗ, ЛиАЗ, Ростсельмаш и других.

## История
9 августа 1944 года на основании Постановления СНХ БССР № 197 от 28 апреля 1944 года, начальник Барановичского областного земельного отдела Наркомзаема БССР издал указ об организации Барановичского мотороремонтного завода (приказ № 21 от 9.08.1944 года). С этого дня начинается трудовая биография завода. Этим же приказом был назначен и первый директор — Михаил Филиппович Феденеев. Была поставлена задача к ноябрю 1945 года закончить строительство главного корпуса, общежития, 4-х квартирного дома, силовой станции, литейного цеха.
Одновременно со строительством проводилась работа по созданию и организации структуры завода. 8 сентября 1945 года был организован отдел технического контроля. Техническая подготовка производства велась параллельно со строительством.
В мае 1945 года завершена подготовка и освоен технологический процесс отливки алюминиевых поршней.
В целом профиль завода в период становления (1944—1945 года) можно охарактеризовать так: это ремонт автомобильных и тракторных моторов до 4 шт. в месяц и изготовление запасных частей при общей численности работающих на конец 1945 года — 159 человек.
В последующие 1946—1950 года перед коллективом завода стояла первоочередная задача — увеличить темпы роста по ремонту автотракторных моторов. Для этого надо было разработать и внедрить основные технологические процессы по ремонту моторов и запасных частей, пополнить и оснастить производство технологическим оборудованием. С налаживанием производства приходилось решать вопросы подготовки кадров.
В эти годы приняты меры по укреплению завода опытными руководящими кадрами. 30 октября 1948 года директором завода назначается опытный специалист, инженер Аникейчик Константин Николаевич, с именем которого связана история строительства и развития завода от небольших мастерских до предприятия, каким оно стало в шестидесятые годы. Аникейчик К. Н. руководил заводом более 16 лет, а после выхода на пенсию возглавил один из его отделов — отдел кадров и профтехобучения. За 5 послевоенных лет объём отремонтированных моторов составлял 140 штук в год. Коллектив увеличился до 198 человек.
За этот период полностью освоен узловой метод и внедрены специальные стенды для ремонта моторов, которые впоследствии стали образцом организации поточно-узлового метода ремонта моторов не только мотороремонтных предприятий республики, но и страны.
Первая освоенная продукция:
- домкрат гидравлический г/п 12 тн. (1956 год);
- амортизатор рычажный МАЗ-210 (1956 год);
- рулевое управление автомобиля МАЗ-200 (1961 год);
- приводной шкив трактора «Беларусь» (1961 год);
- домкрат гидравлический г/п 25 тн. (1961 год);
- червяк, картер и вал рулевого управления трактора «Беларусь» (1962 год);
- рулевой механизм автомобиля МАЗ-500 (1964 год);
- амортизатор телескопический МАЗ-500 (1964 год).

В 1965 году директором завода назначен Гришечкин Николай Петрович (1965—1984 г.). В эти годы продолжалось дальнейшее строительство завода. Построены и введены в эксплуатацию два механических корпуса № 1 и № 2 и новая компрессорная станция. Организованы новые участки: «Домкрат», «Амортизатор-200», «Руль-200», «Шкив», «Амортизатор-500», термогальваническое отделение, инструментально-заточной участок, химическая, металлографическая и измерительные лаборатории. Заимствованы и внедрены в производство новаторские технологии: газовая цементация стали, никелирование, меднение и цинкование, формовка, покраска деталей и агрегатов. Со 2 июня 1960 года предприятие переименовано в Барановичский автоагрегатный завод. В 1975 году было образовано ПО «БелавтоМАЗ», в состав которого вошёл завод. Это стало новой вехой в жизни коллектива.
Поставка заводом на конвейер МАЗа узлов и агрегатов потребовала улучшения технико- экономических характеристик изделий и поэтому завод активно сотрудничает с рядом научно- исследовательских институтов. В 1978 году внедрена комплексная система управления качеством продукции (КС УКП), что позволило на более высоком уровне решать вопросы качества выпускаемой продукции с учётом пожеланий потребителей. Удельный вес продукции с Государственным Знаком качества составил 53,1 %. В 1984 году на должность руководителя предприятия был назначен Калеников Анатолий Яковлевич, который возглавлял завод до июля 2010 года.
Результатом работы по внедрению системы качества в соответствии со стандартом ИСО 9000 стало признание завода победителем конкурса Брестского облисполкома «Качество-2001», конкурса «Лучшие товары Республики Беларусь — 2002» (домкрат гидравлический грузоподъёмностью 5 тонн) За достижения в области качества предприятие в 2002 году стало Лауреатом премии Правительства Республики Беларусь, Лауреатом премии Министерства промышленности Республики Беларусь.
В 2010 году на должность руководителя предприятия был назначен Виталий Александрович Юркевич.
Завод является лауреатом Премии Правительства Республики Беларусь за достижения в области качества (с 2014 года и подтвердило данное звание в 2017 году). ОАО «БААЗ» ведет активную работу по получению и подтверждению сертификатов качества продукции, организации менеджмента качества, безопасного производства, а также по внедрению мер по энергосбережению, экологической защите, противодействию коррупции и концепции реализации риско-ориентированного мышления.

## Хроника важнейших событий
- 1944, август — указ об организации Барановичского мотороремонтного завода (приказ № 21 ОТ 9.08.1944 года)
- 1945, сентябрь — создан отдел технического контроля
- 1945, май — завершена подготовка и освоен технологический процесс отливки алюминиевых поршней
- 1948, октябрь — директором завода назначается опытный специалист, инженер Аникейчик Константин Николаевич
- 1956 — освоено производство домкрата гидравлического грузоподъёмность 12 тонн и амортизатора рычажного МАЗ-210
- 1959 — специализация предприятия на выпуске автомобильных агрегатов
- 1960, январь — завод переименован в завод автомобильных агрегатов
- 1960, июнь — предприятие переименовано в Барановичский автоагрегатный завод
- 1961 — освоен выпуск рулевого управления автомобиля МАЗ-200, приводного шкива трактора «Беларусь», домкрата гидравлического грузоподъёмностью 25 тонн
- 1964 — выпуск рулевого механизма автомобиля МАЗ-500 и амортизатора телескопического МАЗ-500
- 1965 — директором завода назначен Гришечкин Николай Петрович
- 1970 — завод специализируется на выпуске 48 наименований изделий производственного назначения и одного изделия ТНП — саморезка ручная дисковая
- 1975 — образование ПО «БелавтоМАЗ», в состав которого вошёл Барановичский автоагрегатный завод
- 1978 — внедрение комплексной системы управления качеством продукции
- 1981 — завод освоил производство рулевого механизма 540 для автомобилей семейства «БелАЗ»
- 1984 — на должность руководителя предприятия был назначен Калеников Анатолий Яковлевич
- 1989 — введение в эксплуатацию котельной на газовом топливе общей площадью 560 м2, блока очистных сооружений (313 м2), участка по изготовлению домкратов грузоподъёмность 25 тонн площадью 1247 м2
- 1994 — внедрение автоматических установок размерного хромирования штоков амортизаторов
- 2001, май — заводу был вручён национальный сертификат качества Республики Беларусь в соответствии требованиям СТБ ИСО 9001 — 96
- 2001 — победитель конкурса Брестского облисполкома «Качество-2001»
- 2002 — победитель конкурса «Лучшие товары Республики Беларусь — 2002» (домкрат гидравлический грузоподъёмность 5 тонн)
- 2002 — Лауреат премии Правительства Республики Беларусь, Лауреат премии Министерства промышленности Республики Беларусь
- 2003, декабрь — получение национального экологического сертификата на систему управления окружающей средой в соответствии требованиям ИСО СТБ 14001
- 2004 — подтверждение права на владение сертификатом в соответствии с Системой менеджмента качества (СМК) ISO 9001:2000
- 2005 — Лауреат премии Правительства Республики Беларусь за достижения в области качества
- 2010 — руководителем предприятия назначен Юркевич Виталий Александрович
- 2013 –  ОАО «БААЗ» стал лауреатом премии Министерства промышленности Республики Беларусь за достижения в области качества
- 2014 – завод стал лауреатом Премии Правительства Республики Беларусь за достижения в области качества
- 2017 – ОАО «БААЗ» подтвердило звание лауреата Премии Правительства Республики Беларусь за достижения в области качества
- 2024 – завод удостоен Диплома I степени в номинации «Предприятие года – Лидер в области экспортной деятельности» в категории «Машиностроение» конкурса среди производителей промышленной продукции «Лидеры промышленности – 2024»